# اولانی
اولانی (به اسپانیایی: Awallani) یک کوه در پرو است که در پرو واقع شده‌است. اولانی ۴٬۸۰۰ متر بالاتر از سطح دریا واقع شده‌است.